# Børnemusik
 Der er for få eller ingen kildehenvisninger i denne artikel, hvilket er et problem. Du kan hjælpe ved at angive troværdige kilder til de påstande, som fremføres i artiklen.

Børnemusik kan defineres som al musik der er skrevet til, for, evt. af børn. Specielt for denne definition: Musik med tekster der er børnerelaterede. Ellers ikke begrænset til musikgenrer såsom Rock, Pop og Jazz.
| Musik | Spire Denne musikartikel er en spire som bør udbygges. Du er velkommen til at hjælpe Wikipedia ved at udvide den. |